# Uniunea Națională PSD+PUR

Sigla Uniunii Naţionale PSD+PUR

Uniunea Națională PSD+PUR a fost o alianță electorală din România pentru alegerile din 2004 între Partidul Social Democrat (PSD) și Partidul Umanist Român (PUR). În 2004, PUR a părăsit alianța pentru a participa la guvernare într-o coaliție alături de Alianța Dreptate și Adevăr (formată din PNL și PD) și UDMR/RMDSZ.